# 대한민국의 공무원 임용시험

2010년 울산광역시 지방공무원 임용시험 필기시험장

대한민국의 공무원 임용시험(大韓民國-公務員任用試驗)은 대한민국의 중앙정부나 대한민국의 지방정부에 고용되어 직무에 종사하는 경력직공무원 임용후보자를 선발하는 임용시험이다.

## 공개경쟁 임용시험
공채라고도 불리며, 공무원 임용시험의 가장 일반적인 방법이다. 응시에 있어 특별한 제한은 없으나, 일반직공무원은 최저연령제한만이 있고, 일반공무원 중 교정공무원과 특정직공무원 중 경찰관, 소방관, 군인의 경우에는 최고연령제한이 있다. 대한민국에서 군복무를 한 경우 최고연령제한이 해당기간만큼 연장된다. 행정부 공무원은 9급(서기보)과 7급(주사보), 5급(사무관)시험으로, 입법부 공무원은 9급(서기보), 8급(서기), 5급(사무관)시험으로, 사법부 공무원은 9급(서기보)시험으로 선발한다.
필기시험과 면접시험으로 나뉘며, 아래의 임용시험 과목은 필기시험에 국한한 내용이다.

### 행정부공무원의 시험 과목
국가(중앙정부)직·지방(지방자치단체)직 공무원 임용시험으로 나뉘나, 시험과목의 차이는 없다. 경찰관, 소방관을 제외한 국가직, 지방직 공무원의 시험 출제는 인사혁신처가 담당한다(문제공개는 2007년부터 이루어지고 있다). 단, 지방교육행정직 공무원은 2013년부터 각 시도교육청이 순환으로 출제하였다가, 2015년 2018년 까지 일부 과목을 제외하고 교육과정평가원에 위탁하였으나 인사혁신처에서 출제한다.
필기시험은 100분 동안 100문제를 푸는데, 이 때 과목별로 20문제씩 나간다.
필기시험에서 각 과목당 원점수의 만점의 40%를 득점하지 못하면 과락이라 하여 해당 시험에서 불합격하게 된다.

#### 9급(행정서기보)
선택과목은 공통·전공 상관없이 2과목을 선택할 수 있으며, 2013년 공개경쟁 임용시험부터 고교과목인 사회·수학·과학이 추가되었다. 그러나 고교과목 선택으로 인한 공무원의 전문성 하락을 이유로 2022년부터 고교과목이 다시 폐지되어 필수 5과목 응시 방식으로 회귀하여 국어, 영어, 한국사 외에 직렬별로 정해진 전문과목을 응시하는 방식으로 변경되었다. 2025년부터는 국어와 영어과목이 단순 암기형에서 현장 직무형으로 출제유형이 대폭 개선된다.
| 직류         | 필수 5과목                                      |
| ------------ | ----------------------------------------------- |
| 일반행정직   | 국어·영어·한국사·행정법총론·행정학개론          |
| 교육행정직   | 국어·영어·한국사·교육학개론·행정법총론          |
| 사회복지직   | 국어·영어·한국사·사회복지학개론·행정법총론      |
| 선거행정직   | 국어·영어·한국사·공직선거법·행정법총론          |
| 사서직       | 국어·영어·한국사·자료조직개론·정보봉사개론      |
| 고용노동직   | 국어·영어·한국사·노동법개론·행정법총론          |
| 직업상담직   | 국어·영어·한국사·노동법개론·직업상담,심리학개론 |
| 세무직       | 국어·영어·한국사·세법개론·회계학                |
| 관세직       | 국어·영어·한국사·관세법개론·회계원리            |
| 통계직       | 국어·영어·한국사·통계학개론·경제학개론          |
| 보호직       | 국어·영어·한국사·사회복지학개론·형사정책개론    |
| 교정직       | 국어·영어·한국사·교정학개론·형사소송법개론      |
| 철도경찰직   | 국어·영어·한국사·형법총론·형사소송법개론        |
| 검찰직       | 국어·영어·한국사·형법·형사소송법                |
| 마약수사직   | 국어·영어·한국사·형법·형사소송법                |
| 출입국관리직 | 국어·영어·한국사·국제법개론·행정법총론          |

#### 7급(행정주사보)
1차 시험은 공직적격성평가(PSAT)를 응시하게 되고, 2차 시험은 외무영사직을 제외하고 모두 필수과목이다. 지방직은 국어(한문 포함)과목을 공통으로 응시하고 경제학원론 외에 지방자치론, 지역개발론을 선택할 수 있고 외무영사직은 1과목을 선택할 수 있다. 국가직은 2016년부터, 지방직은 2021년부터 영어가 공인어학시험 성적으로, 한국사는 한국사능력검정시험으로 대체된다.
| 직류              | 필수 4과목                                          |
| ----------------- | --------------------------------------------------- |
| 행정직(일반행정)  | 헌법·행정법·행정학·경제학                           |
| 행정직(인사조직)  | 헌법·행정법·행정학·인사조직론                       |
| 행정직(선거행정)  | 헌법·행정법·행정학·공직선거법                       |
| 행정직(교육행정)  | 헌법·행정법·행정학·교육학                           |
| 행정직(법무행정)  | 헌법·행정법·민법·민사소송법                         |
| 행정직(재경,회계) | 헌법·행정법·회계학·경제학                           |
| 행정직(고용노동)  | 헌법·행정법·노동법·경제학                           |
| 통계직            | 헌법·행정법·통계학·경제학                           |
| 전산직            | 자료구조론·데이터베이스론·소프트웨어공학·정보보호론 |
| 관세직            | 헌법·행정법·관세법·무역학                           |
| 통계직            | 헌법·행정법·통계학·경제학                           |
| 감사직            | 헌법·행정법·회계학·경영학                           |
| 교정직            | 헌법·행정법·교정학·형사소송법                       |
| 보호직            | 헌법·형사정책·심리학·형사소송법                     |
| 검찰직            | 헌법·행정법·형법·형사소송법                         |
| 세무직            | 헌법·세법·회계학·경제학                             |
| 출입국관리직      | 헌법·행정법·국제법·형사소송법                       |
| 외무영사직        | 헌법·국제정치학·국제법·제2외국어                    |

#### 5급(행정사무관)
단, 외무 5등급 공무원 공개채용 임용시험은 폐지되었다.

### 특정직 공무원의 임용시험

#### 교사
국가공무원인 유치원,초등,중등교사를 선발한다. 교육과정평가원과 17개 시도교육청에서 단계별 교사 임용후보자 시험을 주관하며, 임명권자는 교육부장관, 인사권자는 17개 시도교육청의 교육감이다.
단계별 시험에서 각 과목당 원점수의 만점의 40%를 득점하지 못하면 과락이라 하여 해당 시험에서 불합격하게 된다. 교원자격증(유치원, 초등, 중등)과 3급 이상의 한국사능력검정자격을 모두 소지하여야만 응시할 수 있다.

##### 초등교사
| 구분 | 1차시험(주관식)                                                                                            | 2차시험(종합실기)                                                             |
| ---- | --- | ----------------------------------------------------------------------------- |
| 공통 | 1교시 교직논술일반, 2교시 전공A(초등교육내용학 : 서답 및 서술), 3교시 전공B(초등교육내용학 : 서술 및 논술) | 1일차 오전 : 수업지도안 작성, 1일차 오후 : 수업실연, 2일차 : 교직적성심층면접 |

##### 중등교사
| 구분 | 1차시험(주관식) | 2차시험(종합실기)                                                             |
| ---- | --- | ----------------------------------------------------------------------------- |
| 공통 | 1교시 교육학(논술), 2교시 전공A(전공별교육론 및 전공내용학 : 서답 및 서술), 3교시 전공B(전공별교육론 및 전공내용학 : 서술 및 논술) | 1일차 오전 : 수업지도안 작성, 1일차 오후 : 수업실연, 2일차 : 교직적성심층면접 |

#### 경찰공무원
준군사조직인 국민안전처 소속 해양경비안전본부는 경찰은 아니지만 경찰공무원으로 분류되며, 경찰청과 국민안전처에서 따로 경찰공무원 시험을 주관하며, 임명권자는 경찰청장과 국민안전처 장관이다.
필기시험에서 각 과목당 원점수의 만점의 40%를 득점하지 못하면 과락이라 하여 해당 시험에서 불합격(불임관)하게 된다. 2022년 이후 영어는 공인어학성적, 한국사는 한국사능력검정시험으로 대체되고 고교선택과목이 폐지되는 대신 헌법이 추가된다.

##### 경찰간부후보생
| 구분      | 1차시험(객관식)                                                                                 | 2차시험(주관식)                                                 |
| --------- | ----------------------------------------------------------------------------------------------- | --------------------------------------------------------------- |
| 일반      | 경찰학개론·한국사·영어·형법·행정학                                                              | 형사소송법(필수) 행정법·경제학·민법총칙·형사정책 중 택 1        |
| 세무·회계 | 한국사·영어·형법·형사소송법·세법개론                                                            | 회계학(필수) 상법총칙·경제학·통계학·재정학 중 택 1              |
| 외사      | 한국사·형법·형사소송법·국제법(필수) 영어·일어·중국어·불어·독어·러시아어·스페인어·아랍어 중 택 1 | 영어·일어·중국어·불어·독어·러시아어·스페인어·아랍어 중 택 1     |
| 전산통신  | 한국사·영어·형법·형사소송법·디지털공학                                                          | 통신이론(필수) 데이터베이스론·자료구조론·소프트웨어공학 중 택 1 |

##### 경찰 순경
| 직류 | 시험과목           |
| ---- | ------------------ |
| 순경 | 헌법·경찰학·형사법 |

##### 해양경찰청 순경
| 직류 | 필수과목              | 선택과목              |
| ---- | --------------------- | --------------------- |
| 순경 | 해양경찰학개론·형사법 | 해사법규·헌법 중 택 1 |

#### 소방공무원
국가(중앙정부)소방공무원의 시험은 국민안전처 장관이 주관하고, 지방(지방정부)소방공무원의 시험은 각 광역자치단체가 주관하며, 임용권자는 국가(중앙정부)소방공무원은 국민안전처 장관, 지방(지방정부)소방공무원은 광역자치단체장이다.
1종 보통 면허를 소지하여야 응시할 수 있다.
필기시험에서 각 과목당 원점수의 만점의 40%를 득점하지 못하면 과락이라 하여 해당 시험에서 불합격하게 된다.
2023년부터 영어와 한국사가 각각 검정시험으로 대체되었다.

##### 소방간부후보생

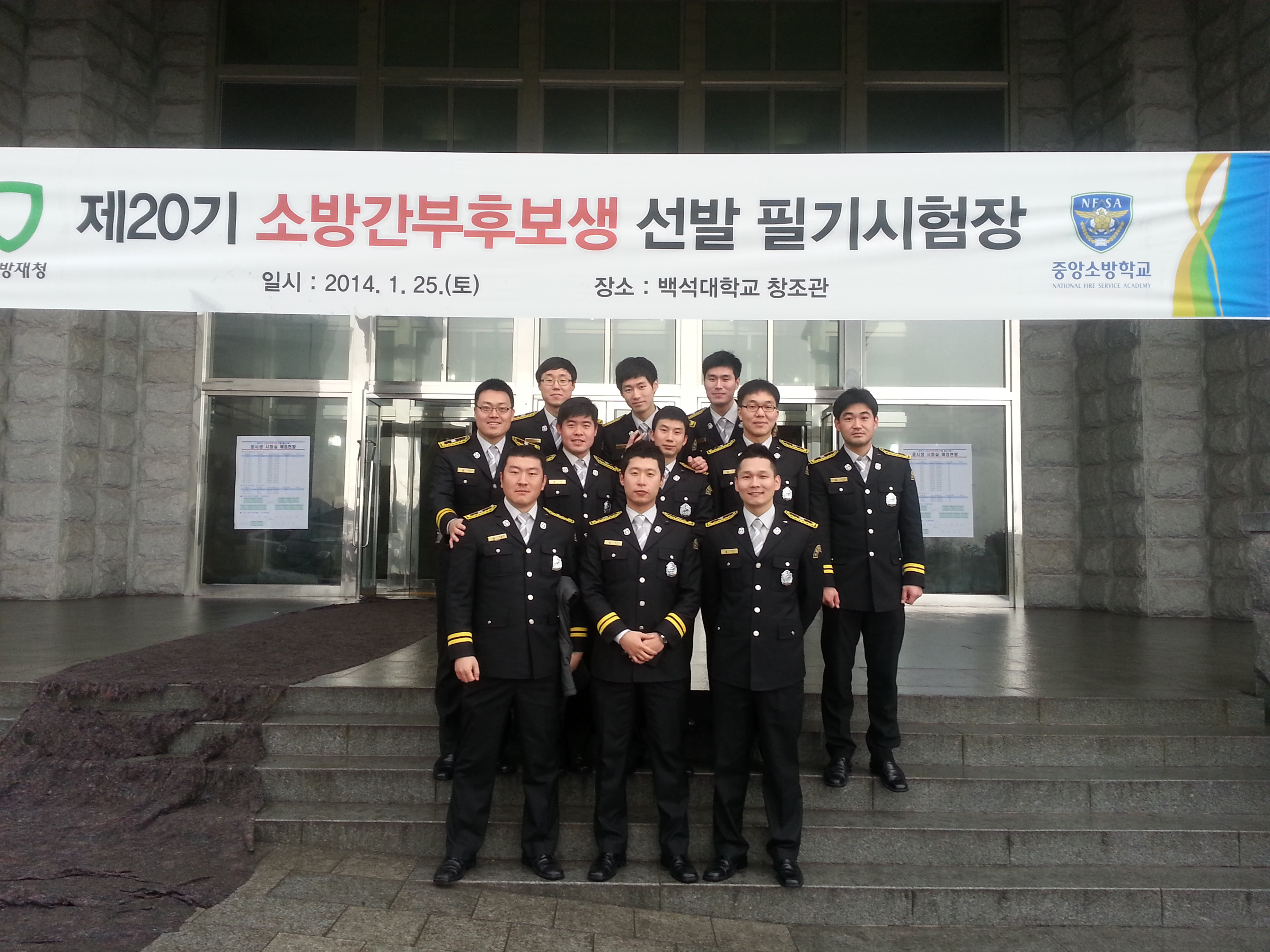
제20기 소방간부후보생 시험장

| 구분         | 필수과목           | 선택과목                                                            |
| ------------ | ------------------ | ------------------------------------------------------------------- |
| 인문사회계열 | 헌법, 행정법       | 행정학, 민법총칙, 형사소송법, 경제학, 소방학개론 중 택2             |
| 자연계열     | 헌법, 자연과학개론 | 화학개론, 물리학개론, 건축공학개론, 전기공학개론, 소방학개론 중 택2 |

##### 소방사
| 직류   | 시험과목                           |
| ------ | ---------------------------------- |
| 소방사 | 소방학개론·소방관계법규·행정법총론 |

### 입법부공무원
국회사무처가 주관하며, 임명권자는 국회사무총장이다.
필기시험에서 각 과목당 원점수의 만점의 40%를 득점하지 못하면 과락이라 하여 해당 시험에서 불합격하게 된다.
8급 공채는 2025년 부터 공직적격성평가(PSAT)가 도입되고 영어와 한국사 과목은 각각 공인성적시험으로 대체될 예정이다.

#### 9급(입법서기보)
| 직류   | 시험과목                           |
| ------ | ---------------------------------- |
| 속기직 | 국어·영어·한국사·헌법·행정학개론   |
| 경위직 | 국어·영어·한국사·헌법·행정법총론   |
| 방호직 | 국어·영어·한국사·헌법·사회         |
| 사서직 | 국어·영어·한국사·헌법·정보학개론   |
| 기계직 | 국어·영어·한국사·기계일반·기계설계 |
| 전기직 | 국어·영어·한국사·전기이론·전기기기 |

#### 8급(입법서기)
| 직류     | 1차시험                                           | 2차시험                   |
| -------- | ------------------------------------------------- | ------------------------- |
| 입법행정 | 공직적격성평가(PSAT) (언어논리·상황판단·자료해석) | 헌법·행정법·행정학·경제학 |

### 사법부공무원
법원행정처가 주관하며, 임면권자는 법원행정처장이다.
필기시험에서 각 과목당 원점수의 만점의 40%를 득점하지 못하면 과락이라 하여 해당 시험에서 불합격하게 된다.

#### 9급(사법서기보)
| 직류       | 시험과목                                                             |
| ---------- | -------------------------------------------------------------------- |
| 법원사무직 | 국어·영어·한국사·헌법·민법·민사소송법·형법·형사소송법                |
| 등기사무직 | 국어·영어·한국사·헌법·민법·민사소송법·상법(총론·회사편)·부동산등기법 |

## 경력경쟁 임용시험
흔히 특채라고 불리며, 직무와 관련된 업종에 일정기간 종사하였거나, 해당 자격증을 가진 경우에만 응시할 수 있다.

### 경찰공무원 특채

#### 경찰 순경
| 종류              | 필수과목                                | 선택과목(택 3)                                 |
| ----------------- | --------------------------------------- | ---------------------------------------------- |
| 101경비단         | 영어·한국사                             | 국어·사회·수학·과학·형법·형사소송법·경찰학개론 |
| 전의경특채        | 영어·한국사·형법·형사소송법·경찰학개론  |                                                |
| 경찰행정학과 특채 | 경찰학개론·수사1·행정법·형법·형사소송법 |                                                |

#### 국민안전처 순경
| 종류                 | 필수과목          | 선택과목(택 1)                 |
| -------------------- | ----------------- | ------------------------------ |
| 해기사특채           | 해사영어·해사법규 | 항해술·기관술                  |
| 해양전의경특채       | 해사영어·해사법규 | 항해술·기관술                  |
| 해양경비안전정보통신 | 국어·영어·한국사  | 전자계산일반·유선공학·무선공학 |

### 소방공무원 특채
| 종류                   | 필수과목                     |
| ---------------------- | ---------------------------- |
| 구급                   | 국어·영어·소방학개론         |
| 전산                   | 국어·영어·소방학개론         |
| 통신                   | 국어·영어·소방학개론         |
| 소방전공학과 특채      | 국어·소방학개론·소방관계법규 |
| 의무소방대 전역자 특채 | 국어·영어·소방학개론         |

## 구분모집
공무원 채용시험은 9급 구분모집 제도가 있다. 일반인들이 보는 일반, 장애인, 저소득층으로 구분을 하여 모집을 한다. 장애인의 채용을 꺼려하고 잘 채용을 하지 않기 때문에 대기업, 공공기관등은 의무적으로 장애인 채용을 해야 한다. 또한 저소득층을 위한 저소득층 구분모집도 직렬별로 구분하여 있다. 양질의 일자리 나누기를 통한 고용창출을 위해 시간선택제 공무원을 별도 구분모집한다. 일반은 장애인이나 일반이나 누구나 시험 응시가 가능하다.
장애인 구분모집은 장애인만 시험을 볼 수 있다. 그러므로 장애인이라는 것을 증명할 수 있는 증명서가 필요하다. 저소득층 구분모집은 국민기초생활보장법에 따른 수급자나 한부모가족지원에 따른 보호대상자의 경우 시험에 응시할 수 있다.
거주지 제한 모집이 있다. 거주지 제한은 국가(중앙정부)직공무원, 서울특별시, 대구광역시 공무원을 제외한 지방(지방자치단체)직 공무원 모집시 대부분 거주지 제한을 두고 있다. 즉 지방직 공무원은 해당지역에 거주하는 사람만 응시기회를 부여하여, 지역민들에게 혜택을 주는 것이다.
지역사회의 균형발전과 지방대학 활성화를 위해 2007년부터 5급 공채시험에서 도입·시행중인 지방인재 채용목표제가 2015년부터 7급 공채시험까지 확대된다.

## 가산특전
| 구분           | 가산비율                  |
| -------------- | ------------------------- |
| 취업지원대상자 | 과목별 만점의 10% 또는 5% |

### 취업지원대상자
- 『독립유공자예우에 관한 법률』제16조 및 『국가유공자 등 예우 및 지원에 관한 법률』제29조,『5·18민주유공자 예우에 관한 법률』제20조 및『특수임무수행자지원 및 단체설립에 관한 법률』제19조에 의한 취업지원대상자, 그리고『고엽제후유의증 환자지원 등에 관한 법률』제2조에 의한 고엽제후유의증 환자와 그 가족은 각 과목 만점의 4할 이상 득점한 자에 한하여 각 과목별 득점에 각 과목별 만점의 일정비율(10% 또는 5%)에 해당하는 점수를 가산한다.

- 취업지원대상자가 가점을 받아 합격하는 사람은 선발예정인원의 30%를 초과할 수 없다.(『국가유공자 등 예우 및 지원에 관한 법률』제31조 제3항)

- 취업지원대상자 여부와 가점비율은 사전에 직접 국가보훈처 및 지방보훈지청 등에 확인하여 시험당일 답안지『가산표기란』작성에 표기한다.

## 같이 보기
- 대한민국의 교사임용시험
- 대한민국의 군무원 채용시험